# Burke (Nowy Jork)

miasto leży bardzo blisko północnej granicy stanu, przy jej środkowej części

Burke miasto w Stanach Zjednoczonych, w stanie Nowy Jork.
Liczące niespełna 1,5 tys. mieszkańców miasteczko, leży w północno-wschodniej części hrabstwa i zostało nazwane na cześć filozofa; Edmunda Burke.
Jako osada, Burke istniało już w XVIII wieku, lecz obecną nazwę i charakter zyskało dopiero w roku 1844, wydzielając się od miasta Chateaugay.